# Adiramapattinam
Adiramapattinam là một thị xã panchayat trong quận Thanjavur trong bang Tamil Nadu của Ấn Độ.

## Cơ cấu dân số
Theo điều tra dân số Ấn Độ năm 2001, Adiramapattinam có dân số 27.697 người. Nam giới chiếm 48% dân số, nữ giới chiếm 52% dân số. Adiramapattinam có tỷ lệ biết chữ bình quân 90%, cao hơn mức trung bình 59,5% của toàn quốc; với 53% đàn ông và 47% phụ nữ biết chữ. 13% dân số có độ tuổi dưới 6.
1. ↑  India